# Laspuña
Laspuña (A Espuña en aragonés), es un municipio de España, en la provincia de Huesca, comunidad autónoma de Aragón. Tiene un área 45,52 km² con una población de 281 habitantes (INE 2017) y una densidad de 6,46 hab/km².
Entre las personas de mayor edad y sobre todo en los núcleos de alrededor se mantiene el uso del aragonés.

## Geografía
En el término de Laspuña también se encuentran los núcleos de población de Ceresa, El Casal y Socastiello (que actualmente está deshabitado)

## Historia
No hay hechos concretos que permitan comprobar que Laspuña existiera en la prehistoria pero dado que en Sobrarbe sí que hay restos de que había pobladores, no sería descabellado pensar que hubiera algún poblado errante por el territorio del término municipal.
Dando un salto en la historia, de la época romana sí se conserva todavía un pilar de un puente sobre el río Cinca. Es probable que el origen toponímico actual de Laspuña provenga de las primeras invasiones de los francos sobre la España visigoda pues al otro lado del Pirineo existe un poblado denominado L´Espone .Los árabes realizaron varias campañas por Sobrarbe, la mayoría de ellas destructivas y de castigo. En el término municipal se conservan los restos de una antigua tejería, propia de aquella época y de aquellos pueblos árabes.
La historia de Laspuña más conocida empieza en la Edad Media. En un documento de San Victorián fechado en 1085 aparece por primera vez el nombre de Laspuña como “ILLAS SPONAS”. En ese tiempo Laspuña pertenecía al obispado de Lérida. En 1228 aparece en otro documento el nombre de la primera persona que conocemos de Laspuña. Se llamaba Ramón Castany y entonces Laspuña ya se llamaba LASPUNYA.
En la Edad Moderna, en 1495, Laspuña era propiedad del Señorío Eclesiástico de San Victorián.
En la época de Felipe II, por los años finales del siglo XVI, los mozos de Laspuña junto con los de Sobrarbe participaron tanto para detener la invasión de Aragón por Felipe II como para defender los puertos de Plan, Bielsa y Gistaín de la invasión de los bearneses.
En el año 1600 el concejo de Laspuña acuerda la construcción de un Molino que llega a durar hasta 1960. Por entonces comienzan la explotaciones forestales produciéndose una época de gran esplendor económico ya que la madera llegó a emplearse hasta para la fabricación de barcos. En la segunda mitad del siglo se construyó la iglesia de Laspuña y la ermita de Fuente Santa. Pero a finales de siglo las sequías y las pestes y epidemias asolaron el municipio y diezmaron la población.
A lo largo del siglo XVII y sobre todo del XVIII la población se recuperó gracias sobre todo al auge de la explotación maderera y al transporte de la misma por el río hasta el mediterráneo, Laspuña es cuna de grandes nabateros. A principios de 1800 Laspuña y Sobrarbe se vieron afectados por las invasiones francesas de los ejércitos de Napoleón.
Ya en 1850, en el diccionario de Madoz se describe a Laspuña como un lugar castigado por los vientos del norte, de 80 casas y una escuela de primeras letras con 30 niños. En 1911 Lucien Briet, a su paso por Laspuña nos deja una descripción de su tránsito por el término municipal hacia San Victorián.
Durante la guerra civil, la vida en Laspuña sufrió el bombardeo por parte de la legión Cóndor. Una parte de la población murió en el campo de batalla, otros fueron fusilados, muchos sufrieron el exilio y los menos pudieron vivir durante la época franquista. A pesar de ello en 1950 Laspuña contaba con 468 habitantes. La continuidad de las explotaciones madereras permitieron a Laspuña ser uno de los pueblos más desarrollados de la época . Sin embargo la emigración a las grandes ciudades siguió siendo la causa del gran declive demográfico, 391 habitantes en 1970, 345 en 1980 y 280 en la actualidad.

## Fiestas
De verano: fiestas de San Mateo (21 de septiembre)
De invierno: fiestas de San Sebastián (22 de enero)

## Demografía
Laspuña cuenta con una población de 278 habitantes (INE 2024).
| Gráfica de evolución demográfica de Laspuña entre 1842 y 2021 |
| |
| Población de derecho según los censos de población del INE Población de hecho según los censos de población del INEEn este censo se denominaba Laespuña: 1842 Entre el censo de 1857 y el anterior, crece el término del municipio porque incorpora a 225093 (Escalona) |

## Administración y política
| Período             | Alcalde                      | Partido |  |
| ------------------- | ---------------------------- | ------- |  |
| 1979-1983           | Antonio Castillo Castillo    | UCD     |  |
| 1983-1987           |                              |         |  |
| 1987-1991           |                              |         |  |
| 1991-1995           |                              |         |  |
| 1995-1999           |                              |         |  |
| 1999-2003           |                              |         |  |
| 2003-2007           |                              |         |  |
| 2007-2011           |                              |         |  |
| 2011-2015           | Agapito Antonio Castillo Mur | PP      |  |
| 2015-2019 2019-2023 | Agapito Antonio Castillo Mur | PP      |  |

| Partido político    | Partido político                                   | 2003   | 2007   | 2011   | 2015   | 2019   | 2023   |
| Partido político    | Partido político                                   | Ediles | Ediles | Ediles | Ediles | Ediles | Ediles |
|                     | Partido Popular de Aragón (PP)                     | 4      | 4      | 4      | 4      | 4      | 4      |
|                     | Partido de los Socialistas de Aragón (PSOE-Aragón) | 3      | 3      | 2      | 3      | 3      | 3      |
|                     | Partido Aragonés (PAR)                             | —      | 1      | —      | —      | —      | —      |
| Total de concejales | Total de concejales                                | 7      | 7      | 7      | 7      | 7      | 7      |